# Alan Gardiner
Alan Henderson Gardiner, född den 29 mars 1879 i Eltham, död den 19 december 1963 i Oxford, var en engelsk egyptolog. 
Gardiner fick sin vetenskapliga utbildning i Oxford och Paris, var Laycock student of egyptology vid Worcester college i Oxford 1906-12 samt föreläste i egyptologi vid Manchesters universitet 1912-14. Han betraktades allmänt som en av de främsta kännarna av det fornegyptiska språket. 
Den bemärkta ställning Gardiner intagit vid redigeringen av den stora egyptiska ordboken i Berlin och redaktörskapet av den egyptologiska tidskriften "Journal of egyptian archaeology", som 1916-21 låg i hans händer, är goda vittnesbörd om det anseende Gardiner ägde i vetenskapliga kretsar redan i unga år. 
Under första världskriget var Gardiner jämte ett par andra egyptologer, däribland en tysk, sysselsatt med utredningar angående alfabetets ursprung. Med stöd av några på Sinaihalvön funna inskriptioner gick det, till stor del tack vare Gardiners skarpsinniga undersökningar, att fastställa att vårt alfabet ytterst är att härleda från det fornegyptiska. 
Av Gardiners omfattande produktion kan nämnas The inscription of Mes (1905), Die klagen des bauern (tillsammans med Friedrich Vogelsang, 1908), Die erzählung des Sinuhe und die hirtengeschichte (Sinuhes berättelse, 1909), The admonitions of an egyptian sage (samma år), Egyptian hieratic texts (1911), A topographical catalogue of the private tombs of Thebes (tillsammans med A.E.P. Weigall, 1913), The tomb of Amenemhet (1915), The inscriptions of Sinai, I (tillsammans med Thomas Eric Peet, 1917), Late-Egyptian Stories (bl.a. om Orbiney-papyrusen, 1932), Wilbour-papyrusen (1941) och Ramesseum papyri (1951)